# We Are Planet Perfecto Volume 2
We Are Planet Perfecto Volume 2 – album kompilacyjny angielskiego DJ-a i producenta muzycznego Paula Oakenfolda. Wydany 10 sierpnia 2012 roku nakładem wytwórni płytowej, Perfecto Records. Wydawnictwo składa się z dwóch płyt kompaktowych zawierających utwory i remiksy emitowane przez Oakenfolda w jego audycji radiowej Planet Perfecto oraz nadchodzące nowości z Perfecto Records. Wśród artystów obecnych na wydawnictwie znaleźli się, m.in. Chuckie, Tom Fall, Mr. Pit, John Dahlbäck, Hardwell czy Michael Woods.

## Lista utworów
Opracowano na podstawie materiału źródłowego.

### CD 1
1. 7Tales - Euphoria
2. Romain Curtis - Nandaya
3. Norin & Rad - Pistol Whip
4. Dave Silcox & Matt Nash feat. Chris Warne - Change My World
5. Paul Oakenfold feat. J. Hart - Surrender (Maison & Dragen Remix)
6. Tune In Tokyo - Ray Of Love (Denzal Park Instrumental)
7. Mike Perry - Put Me Up
8. Antillas feat. Fiora - Damaged (Main Mix)
9. Perfecto All Stars - Reach Up (Pappas Got A Brand New Pigbag) (Flesh & Bone Remix)
10. Harvey Anderson - Soviet (Mark Sherry's 128 Edit)
11. Dark Matters feat. Carol Lee - Perfectly Still (Disfunktion Remix)
12. Paul Oakenfold & Matt Goss - Touch The Sky
13. Joyriders - Top Of The World (Carl Noren & Swedish Egil Remix)
14. Chuckie & Gregori Klosman - Mutfakta
15. Brilliant - Higher
16. Oakenfold feat. Tamra Keenan - Maybe It's Over (Organ Donors Perfecto Mix)
17. Michael S. - Rewind (D.O.D Remix)
18. Richard Beynon & Yanik Coen - Metronome (Instrumental Mix)
19. Tom Fall & Ben Nicky - Hammer
20. Poncho feat. Paul Oakenfold & Maxi Trusso - Please Me (Flesh & Bone Club Mix)
21. Mr. Pit - River Of Hearts (Ben Gold Remix)

### CD 2
1. New York FM feat. Natalie Gauci - Everytime (Disfunktion Remix)
2. Organ Donors - Baptism Of Fire
3. Oakenfold feat. Tamra - Sleep (Marcus Schossow Perfecto Mix)
4. Carlo Astuti & Matthew LeFace - If You Would
5. Siege - Roads
6. John Dahlback feat. Urban Cone & Lucas Nord - Embrace Me (Dirty South Remix)
7. Dave202 - Purple Drops
8. Dabruck & Klein feat. Anna McDonald - All About You (Disfunktion Remix)
9. Michael Woods - Time Is Running Out (Cliff Coenraad Repimp)
10. Swab & Joey Mova - Lux In Tenebris (Jake Shanahan Remix)
11. Matt Nash - Close Your Eyes
12. Third Party vs. Cicada - Feel
13. Jack Holiday & Mike Candys - Children (Original Higher Level Mix)
14. Organ Donors - Stylus Over Substance
15. Richard Beynon - Chuckie Cheese
16. Nicky Romero & ZROQ - WTF!?
17. Hardwell - Three Triangles
18. Tommy Trash - Cascade
19. Lazy Rich & Hirshee feat. Amba Shepherd - Damage Control